# Bombardier Challenger 300

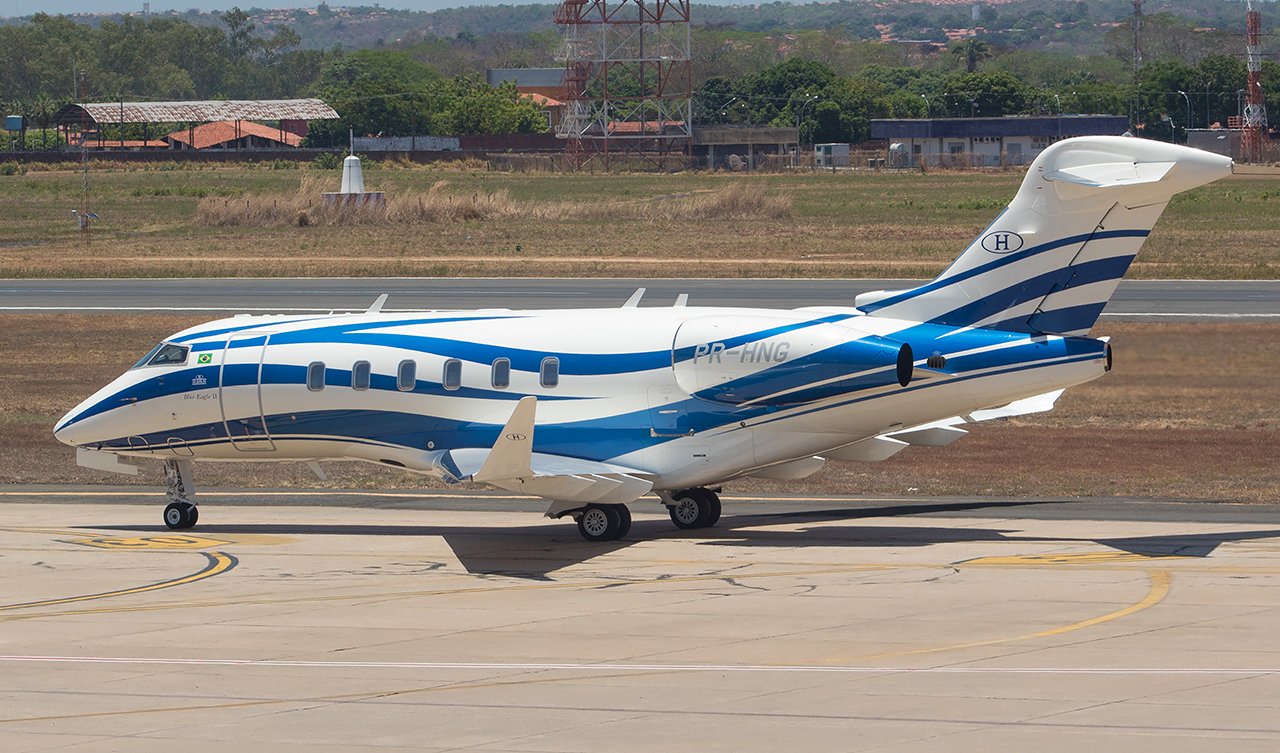
PR-HNG Bombardier BD-100-1A10 Challenger 350

O Bombardier Challenger 300, também conhecido como Bombardier Continental, é um avião a jato executivo de médio porte da empresa canadense Bombardier.
A construção do primeiro jato foi iniciada em setembro de 2000 e o primeiro voo foi em 14 de agosto de 2001.

## Especificações
Dados de: Bombardier Challenger 300 Fact Sheet.

Descrições gerais
- Tripulação: 2
- Capacidade: 8 passageiros normal; 16 passageiros máximo
- Comprimento: 20,93 m (69 ft)
- Envergadura: 19,46 m (64 ft)
- Altura: 6,2 m (20 ft)
- Área alar: 48,5 m² (522 ft²)
- Peso vazio: 10 591 kg (23 300 lb)
- Peso de decolagem: 17 622 kg (38 800 lb)

Motorização
- Número de motores: 2x
- Tipo do motor: Turbofan
- Fabricante/modelo: Honeywell HTF7000
- Empuxo por motor: 3 100 kgf (6 830 lbf) (30.36 kN)

Performance
- Velocidade máxima: 891 km/h (554 mph)
- Velocidade de cruzeiro (km/h): 850 km/h (528 mph)
- Velocidade total em Mach: 0.83 Ma
- Velocidade total em Nó: 480,9 kn (891 km/h)
- Alcance: 5 741 km (3 570 mi)
- Razão de subida: 25,4 m/s
- Tecto de serviço: 13 716 m (45 000 ft)
- Carga alar: 359,5 kg/m²